# Jazz danois

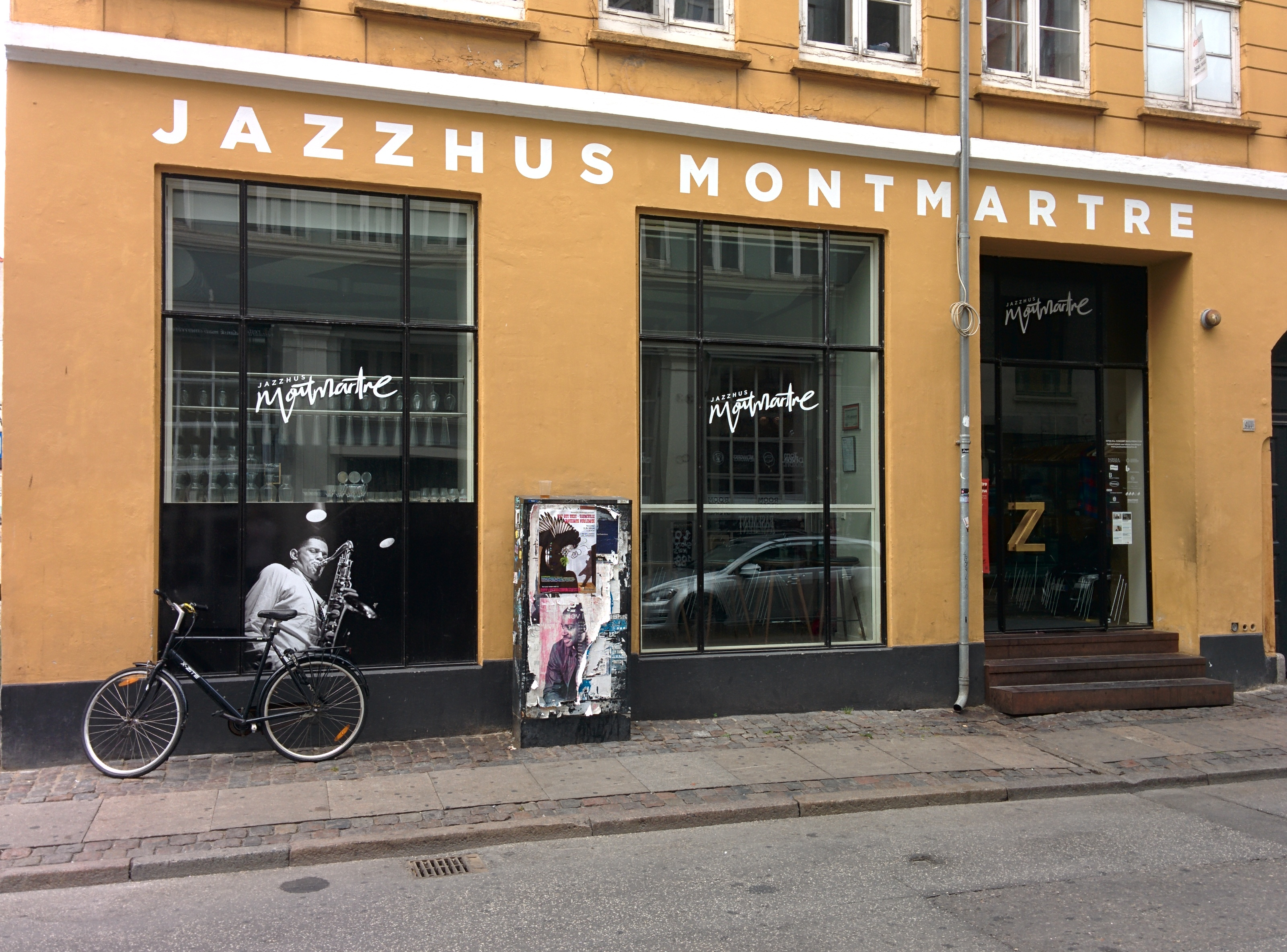
Jazzhus Montmartre, à Copenhague.

Le jazz danois décrit l'histoire du jazz au Danemark. Le jazz danois remonte à 1923, lorsque Valdemar Eiberg a formé un orchestre de jazz et a enregistré ce que l'on pense être les premiers disques de jazz danois en août 1924 (I've Got a Cross-Eyed Papa et In Bluebird Land). Cependant, le jazz au Danemark est généralement daté de 1925, lorsque le chef d'orchestre Sam Wooding a fait une tournée à Copenhague avec un orchestre. C'était la première fois que la plupart des Danois entendaient du jazz. Parmi les premiers musiciens de jazz danois, citons Erik Tuxen, qui a formé un groupe de jazz et a ensuite été nommé chef d'orchestre de l'Orchestre symphonique de la radio danoise ; Bernhard Christensen, un compositeur de musique artistique qui a incorporé des éléments de jazz dans ses œuvres, et Sven Møller Kristensen, qui a été le parolier de nombreuses œuvres de Bernhard Christensen et qui a écrit un livre sur la théorie du jazz en danois.

## Histoire

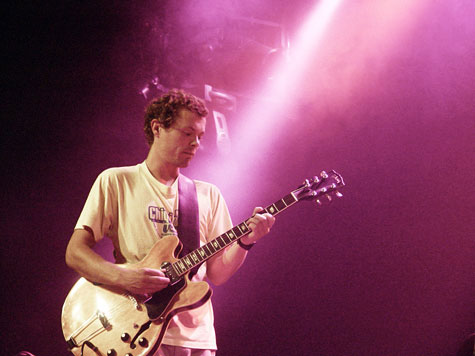
Jakob Bro, guitariste danois.

Le jazz entre dans la clandestinité en 1940 à la suite de l'occupation nazie du Danemark, lorsque le régime décourage le jazz. Néanmoins, il continue à être joué et enregistré, d'autant plus que les musiciens danois ont commencé à combler le vide créé par l'absence de musiciens étrangers en tournée dans la région. Des musiciens comme Eiberg, Bonfils et Asmussen (qui jouaient ensemble dans un groupe), ainsi que Uffe Baadh, Bruno Henriksen et Bertel Skjoldborg continuent à faire du jazz une forme de protestation politique. De nombreux chanteurs, tels que Freddy Albeck, Ingelise Rune et Raquel Rastenni, jugent nécessaire de s'enfuir en Suède dans les dernières années de l'occupation.
La popularité du jazz diminue avec la montée en puissance du rock dans les années 1970, mais le jazz continue d'être joué dans des lieux tels que le Copenhagen Jazzhouse et le festival annuel de jazz de Copenhague. L'organisation JazzDanmark, financée par le gouvernement danois, œuvre à la promotion du jazz au Danemark et du jazz danois à l'étranger. 